# Schloss Tandalier

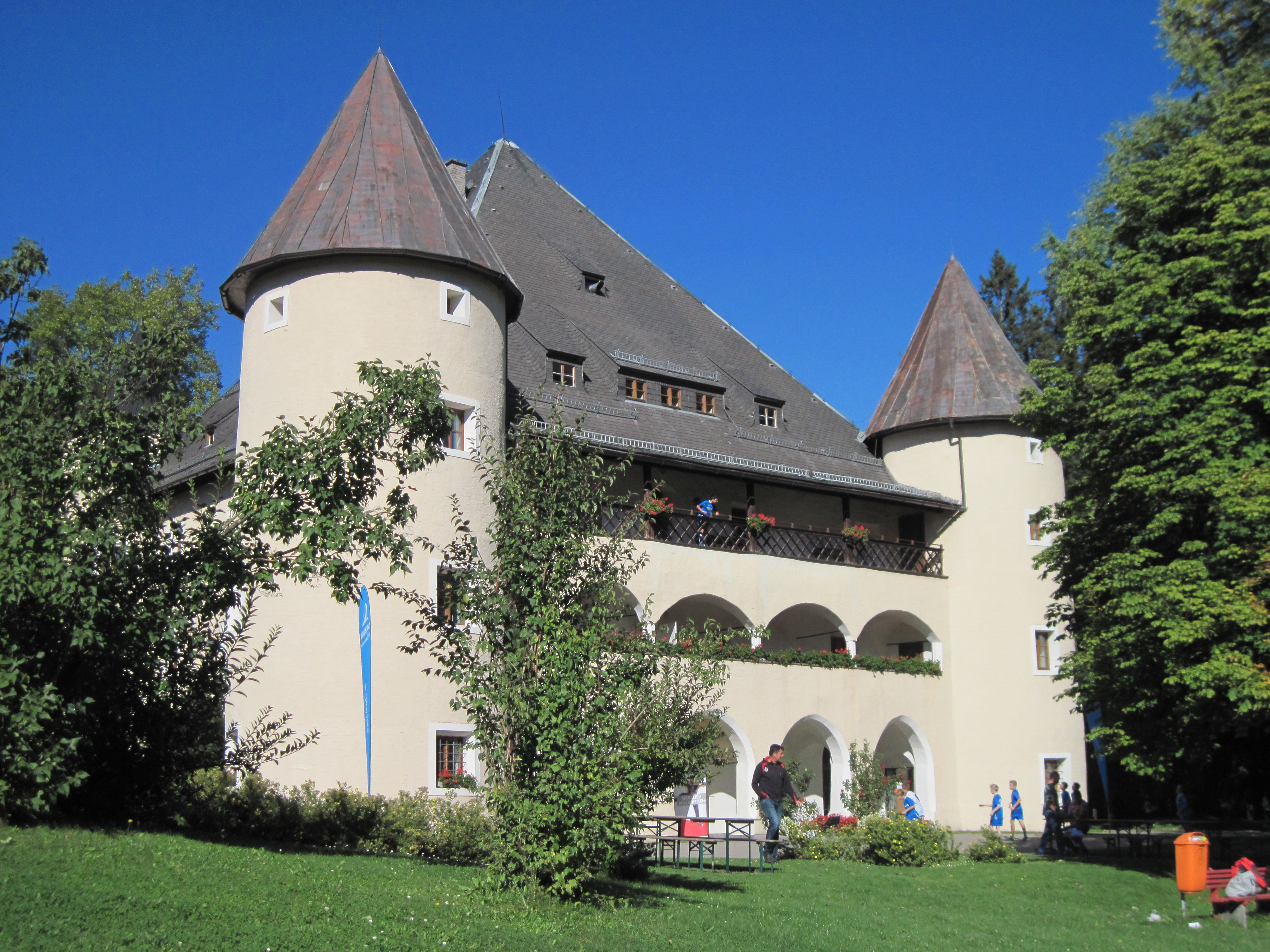
Schloss Tandalier

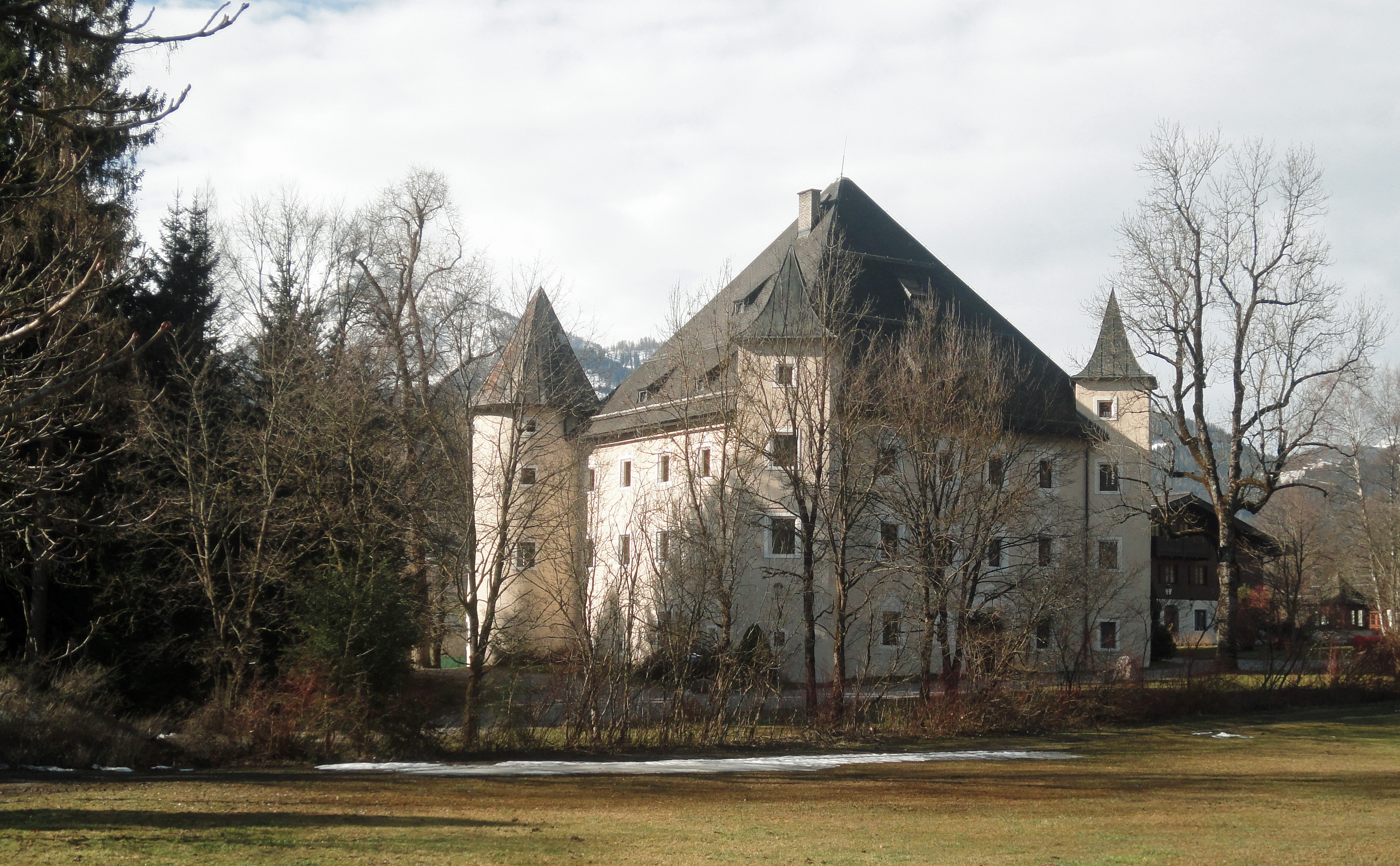
Schloss Tandalier

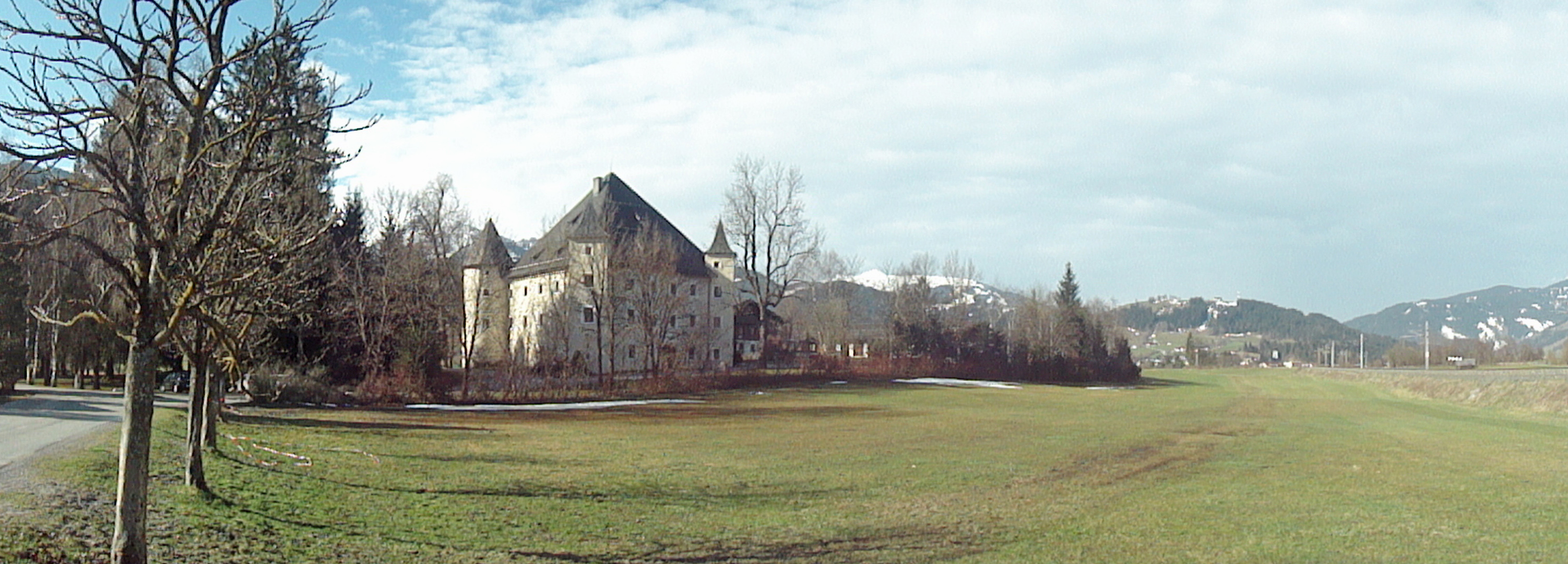
Schloss Tandalier

Das Schloss Tandalier (früher auch Sulzberghof genannt) liegt in der Stadt Radstadt im Pongau von Salzburg (Tandalierstraße 11).

## Geschichte
Der Vorgängerbau von Schloss Tandalier war der Sulzberghof; dieser war gemäß den Aufzeichnungen des Hofmeisteramtes des Erzbistums Salzburg seit ca. 1450 im Besitz der Familie Tändler bzw. Tandalier. 1537 kam der Besitz durch einen Tausch gegen die Urbargüter Enns und Niederteufenbach in das Eigentum der Grafen von Schernberg. Mit diesem Tausch war ein längerer Zwist um die Zuteilung von Almen verbunden, der erst 1553 beigelegt wurde. Damals bestätigte die Hofkammer, dass „die curia Sultzperg“ dem jüngeren Wilhelm, Sohn des zwischenzeitlich verstorbenen Graf Wilhelm von Schernberg, als freies Eigen übergeben wird und ein gleichwertiges Gut in das fürsterzbischöfliche Urbar eingetragen wird. Die Familie der Schernberg war durch Jahrhunderte für den Erzbischof von Salzburg als Pfleger tätig.
Um 1569 wurde das Anwesen von Christoph Graf zu Schernberg und seiner Hausfrau Katharina von Paumgarten zu einem Renaissanceschloss umgebaut. Davon zeugt noch ein Allianzwappen der Schernberg-Paumgarten auf einem Deckentram im 1. Obergeschoß. Allerdings wurde die weitere Ausstattung des Schlosses (bemalte und eingelegte Wappendecke und Portale) zwischen 1860 und 1862 an den Besitzer von Schloss Arenberg verkauft. Wegen verfehlter Bergbauunternehmungen geriet die Familie der Schernberger in wirtschaftliche Schwierigkeiten und so musste der Besitz 1611 an den Markt- und Burgrichter Burkhart Schwaiger verkauft werden. Diesem folgt sein Sohn Blasius Schwaiger, domkapitlischer Kastner und Mautner zu Mauterndorf nach. Um 1680 kauft Sebastian Pürcher, Bergverweser in der Flachau, das Schloss. Von seinem Sohn wurden dann die Erdgeschoßräume in ein Wirtshaus umgebaut. 1753 wurde hier als Besitzer Johann Josef Gottlieb Grimming auf Niederrain und Herr zu Emslieb genannt. 1763 ließ der Hofrat zu Salzburg die Besitzung Tandalier aus der Grundherrschaft Grimming zum Verkauf ausschreiben.
Ab 1839 wechselten die Besitzer sehr häufig, nicht unbedingt zum Besten des Anwesens. 1866 war hier eine Tischlerei untergebracht, 1873 diente das Schloss als Unterkunft für beim Bau der Ennsbahn beschäftigte italienische Arbeiterkolonnen.
1929 kaufte das Bundesland Niederösterreich das Schloss und ließ es unter der Verwaltung des Niederösterreichischen Landesjugendamtes zu einem Jugendheim umbauen. Ab 1930 übernahm der Staat Österreich den Besitz.

## Schloss Tandalier heute
Durch den Umbau von 1569 wurde der ursprüngliche Bauernhof um ein Stockwerk erhöht und an jeder Gebäudekante wurde ein Turm errichtet, wobei die beiden an der Nordseite einen rechteckigen Grundriss besitzen und die an der Südseite als Rundtürme gestaltet wurden. Zwischen den südseitigen Türmen wurde eine zweigeschoßige Arkadenfront eingezogen, die von einem hölzernen Gang im zweiten Obergeschoß abgeschlossen wird. Die Türme sind mit Zelt- bzw. Kegeldächern bedeckt, das Schlossgebäude selbst ist mit einem Walmdach eingedeckt.
1972 erfolgte für die Zweckverwendung als Jugendheim ein großer Umbau. Das Schloss, das nur zu einem Drittel unterkellert war, wurde ganz unterkellert. In den einzelnen Stockwerken wurden die großen Schlafsäle in Zimmer mit eigenen Duschen umgebaut. 1985 wurden der Turnsaal und das neu gebaute Wirtschaftsgebäude eingeweiht.
Heute ist hier das Bundesschullandheim Radstadt untergebracht, das dem Bundesministerium für Unterricht und Kunst zugeordnet ist.